# André Declerck
André Declerck (Koekelare, 27 d'agost de 1919 - Roeselare, 13 de setembre de 1967) va ser un ciclista belga que fou professional entre 1940 i 1954. En el seu palmarès destaquen la Gant-Wevelgem de 1939 i dues edicions de l'Omloop Het Volk, el 1949 i 1950.
Morí als 48 anys arran d'un accident de trànsit a Roeselare.

## Palmarès
- 1939
  -  Campió de Bèlgica independent
  - 1r a la Gant-Wevelgem
- 1943
  - 1r a A Travers Paris
- 1948
  - Vencedor de 2 etapes de la Volta a Bèlgica
- 1949
  - 1r a la Brussel·les-Moorslede
  - 1r a l'Omloop Het Volk
  - 1r a la Gullegem Koerse
  - 1r al Premi Nacional de Clausura
  - 1r a l'Omloop der Vlaamse Gewesten
  - 1r a la Ransart-Beaumont-Ransart
  - Vencedor de 2 etapes de la Volta al Marroc
  - Vencedor d'una etapa de la Volta a Bèlgica
- 1950
  - 1r a l'Omloop Het Volk
- 1951
  - 1r a la Kuurne-Brussel·les-Kuurne
- 1952
  - Vencedor d'una etapa de la Volta al Marroc
- 1953
  - 1r a l'Omloop Mandel-Leie-Schelde